# Lohrhof
Lohrhof ist ein Wohnplatz auf der Gemarkung des Creglinger Stadtteils Frauental im Main-Tauber-Kreis im fränkisch geprägten Nordosten Baden-Württembergs.

## Geographie
Der Hof befindet sich etwa 800 Meter nordöstlich des Creglinger Stadtteils Frauental in der Nähe der Gemarkungsgrenze von Baden-Württemberg (Stadt Creglingen) und Bayern (Gemeinde Simmershofen).

## Geschichte
Der Ort wurde in den Jahren 777 und 779 erstmals urkundlich erwähnt als villa La(h)ra. Im Jahre 814 folgt eine weitere urkundliche Erwähnung als Larehofen. Der Wortbestandteil lar deutet wohl auf eine Wohnung hin. Das Kloster Fulda erhielt im 8./9. Jahrhundert mit anderen Gütern im Gollachgau auch solche in Lara. Im Jahre 1119 schenkte Gumpen von Equarhofen Güter in Lohrhof an das Kloster St. Stephan in Würzburg. Durch die von Archshofen erhielt das Kloster Frauental im Jahre 1264 Besitz am Ort. Der restliche Ort bestand als Reichslehen in den Händen der Hohenlohe-Brauneck und wurde im Jahre 1277 an das Kloster Frauental verkauft und diesem im Jahre 1284 durch König Rudolf geeignet.
Der Ort kam als Teil der ehemals selbständigen Gemeinde Frauental am 1. Februar 1972 zur Stadt Creglingen.

## Kulturdenkmale
Kulturdenkmale in der Nähe des Wohnplatzes sind in der Liste der Kulturdenkmale in Creglingen verzeichnet.

## Verkehr
Der Ort ist über Wirtschaftswege zu erreichen, die von der K 2875 sowie von der K 2894 abzweigen.